# Občine v Bolgariji
Občine in naselja v Bolgariji so:
Okraj Blagoevgrad
| № | grb | občina      | okraj       | površina [km²] | št. prebivalcev | naselja |
| - | --- | ----------- | ----------- | -------------- | --------------- | --- |
|   |     | Bansko      | Blagoevgrad | 475.88         | 13.125          | Bansko, Dobrinište, Filipovo, Gost, Kremen, Mesta, Obidim, Osenovo |
|   |     | Belica      | Blagoevgrad | 293.54         | 9.927           | Babjak, Belica, Čerešovo, Dagonovo, Galabovo, Gorno Kraište, Kraište, Kuzovo, Ljotovo, Orcevo, Palatik, Varhari, Zlatarica |
|   |     | Blagoevgrad | Blagoevgrad | 620.12         | 77.441          | Balgarčevo, Belo Pole, Bistrica, Blagoevgrad, Bučino, Cerovo, Dabrava, Debočica, Delvino, Drenkovo, Elenovo, Gabrovo, Gorno Hrsovo, Izgrev, Klisura, Leško, Lisija, Logodaž, Marulevo, Moštanec, Obelj, Padeš, Pokrovnik, Rilci, Selište, Zelendol |
|   |     | Goce Delčev | Blagoevgrad | 330.210        | 31.236          | Baničan, Borovo, Breznica, Bukovo, Delčevo, Dobrotino, Dragostin, Goce Delčev, Gospodinci, Kornica, Lažnica, Musomišta, Sredna |
|   |     | Grmen       | Blagoevgrad | 388.48         | 14.981          | Baldevo, Dabnica, Debren, Dolno Drjanovo, Gorno Drjanovo, Grmen, Hvostjane, Kovačevica, Kruševo, Lešten, Marčevo, Ognjanovo, Oreše, Osikovo, Ribnovo, Skrebatno |
|   |     | Hadžidimovo | Blagoevgrad | 327.78         | 10.091          | Ablanica, Beslen, Blatska, Gajtaninovo, Hadžidimovo, Ilinden, Koprivlen, Laki, Nova Lovča, Novo Leski, Paril, Petrelik, Sadovo, Teplen, Tešovo |
|   |     | Jakoruda    | Blagoevgrad | 339.28         | 10.731          | Avramovo, Bel Kamen, Černa Mesta, Buncevo, Jakoruda, Jorukovo, Konarsko, Smolevo |
|   |     | Kresna      | Blagoevgrad | 344.55         | 5.441           | Dolna Gradešnica, Gorna Breznica, Kresna, Oštava, Slivnica, Stara Kresna, Vlahi |
|   |     | Petrič      | Blagoevgrad | 650.13         | 54.006          | Baskalci, Belasica, Bogorodica, Borovičene, Čučuligovo, Čuričeni, Čurilovo, Dolene, Dolna Krušica, Dolna Ribnica, Dolno Spančevo, Draguš, Drangovo, Drenovica, Drenovo, Gabrene, Gega, General Todorov, Gorčevo, Ivanovo, Javornica, Jakovo, Kapatovo, Kamena, Karnalovo, Kavrakirovo, Kladenci, Ključ, Kolarovo, Kromidovo, Krandžilica, Kukurahčevo, Kulata, Marikostinovo, Marino Pole, Mendovo, Mihnevo, Mitino, Novo Konomladi, Petrič, Pravo Brdo, Prvomaj, Raždak, Ribnik, Rupite, Samuilova Krepost, Samuilovo, Skrt, Starčevo, Strumešnica, Tonsko Dabe, Topolnica, Zojčene |
|   |     | Razlog      | Blagoevgrad | 506.47         | 20.598          | Bačevo, Banja, Dobarsko, Dolno Draglište, Elešnica, Godlevo, Gorno Draglište, Razlog |
|   |     | Sandanski   | Blagoevgrad | 1034.84        | 40.470          | Belevehčevo, Belovo, Boždovo, Čerešnica, Damjanica, Debrene, Doleni, Džigurovo, Golem Calim, Golešovo, Gorna Sušica, Gorno Spančevo, Hotovo, Hrasna, Hrsovo, Janovo, Kalimanci, Karlanovo, Kašina, Katunci, Kovačevo, Krstilci, Ladarevo, Laskarevo, Lebnica, Lehovo, Lešnica, Levunovo, Liljanovo, Ljobovište, Ljobovka, Lozenica, Malki Calim, Melnik, Novo Delčevo, Novo Hodžovo, Petrovo, Piperica, Pirin, Ploski, Polenica, Rožen, Sandanski, Sklave, Spatovo, Stoža, Struma, Sugarevo, Valkovo, Vranja, Vihren, Vinogradi, Zlatolist, Zornica                                  |
|   |     | Satovča     | Blagoevgrad | 332.59         | 15.444          | Bogolin, Dolen, Frgovo, Godeševo, Kočan, Kribul, Osina, Pletena, Satovča, Slašten, Tuhovišta, Vaklinovo, Valkosel, Žiževo |
|   |     | Simitli     | Blagoevgrad | 559.8          | 14.283          | Brežani, Brestovo, Černiče, Dokatičevo, Dolno Osenovo, Gorno Osenovo, Gradevo, Krupnik, Mečkul, Polena, Poleto, Rakitna, Senokos, Simitli, Suhostrel, Sušica, Troskovo, Železnica |
|   |     | Strumjani   | Blagoevgrad | 355.19         | 5.778           | Caparevo, Dobri Laki, Drakata, Goreme, Gorna Krušica, Gorna Ribnica, Igralište, Ilindenci, Kamenica, Klepalo, Kolibite, Krpelevo, Mahalata, Mikrevo, Nikudin, Palat, Razdol, Sedelec, Strumjani, Veljoštec, Vrakupovica |

Okraj Burgas
| № | grb | občina | okraj  | površina [km²] | št. prebivalcev | naselja |
| - | --- | ------ | ------ | -------------- | --------------- | --- |
|   |     | Ajtos  | Burgas | 488.61         | 28.687          | Ajtos, Černa mogila, Černograd, Čukarka, Drjakovec, Karageorgievo, Karanovo, Ljaskovo, Malka Poljana, Maglen, Peštersko, Pirne, Poljanovo, Raklinovo, Sadievo, Topolica, Zetjovo |
|   |     | Burgas | Burgas | 488.61         | 206.343         | Balgarovo, Banevo, Bratovo, Brjastovec, Burgas, Černo more, Dimčevo, Draganovo, Izvorište, Marinka, Miroljubovo, Ravnec, Rudnik, Tvardica, Vetren                                |
|   |     | Carevo | Burgas | 513.4          | 9.291           | Ahtopol, Balgari, Brodilovo, Carevo, Fazanovo, Izgrev, Kondolovo, Kosti, Lozenec, Rezovo, Sinemorec, Varvara, Velika                                                             |
|   |     | Kameno | Burgas | 354.95         | 12.395          | Černi vrh, Kameno, Konstantinovo, Krastina, Livada, Polski izvor, Rusokastro, Svoboda, Trastikovo, Trojanovo, Vinarsko, Vratica, Željazovo                                       |

Okraj Silistra
| № | grb | občina    | okraj    | površina [km²] | št. prebivalcev | naselja |
| - | --- | --------- | -------- | -------------- | --------------- | --- |
|   |     | Alfatar   | Silistra | 248,57         | 2.655           | Alfatar, Alekovo, Bistra, Car Asen, Čukovec, Kutlovitsa, Vasil Levski |
|   |     | Glavinica | Silistra | 481,23         | 9.897           | Baštino, Bogdantsi, Černogor, Dičevo, Dolno Ryahovo, Glavinica, Kalugerene, Kolarovo, Kosara, Malak Preslavets, Nozharevo, Osen, Padina, Podles, Slušalke, Sokol, Suhodol, Valkan, Zafirovo, Zaritsa, Zebil, Zvenimir                                       |
|   |     | Dulovo    | Silistra | 566,33         | 27.403          | Cherkovna, Chernik, Černolik, Dolets, Dulovo, Grancharovo, Kolobar, Kozyak, Mezhden, Okorsh, Orešen, Paisievo, Pečica, Polkovnik Taslakovo, Poroyno, Pravda, Prohlada, Razdel, Ruyno, Sekulovo, Skala, Varbino, Vodno, Vokil, Yarebitsa, Zavremo, Zlatoklas |
|   |     | Kajnardža | Silistra | 314,96         | 5.076           | Dvidovo, Dobrodzhanka, Golesh, Gospodinovo, Kajnardža, Kamentsi, Kranovo, Polkovnik Cholakovo, Poprusanovo, Posev, Sredishte, Strelkovo, Svetoslav, Voynovo, Zarnkik                                                                                        |
|   |     | Silistra  | Silistra | 515.89         | 54.885          | Aydemir, Babuk, Balgarka, Bogorovo, Bradvari, Glavan, Kalipetrovo, Kazimir, Polkovnik Lambrinovo, Popkralevo, Profesor Ishirkovo, Sarpovo, Silistra, Smilets, Sratsimir, Srebarna, Tsenovich, Vetren, Yordanovo                                             |
|   |     | Sitovo    | Silistra | 270,97         | 5.810           | Bosna, Dobrotitsa, Garvan, Irnik, Iskra, Lyuben, Nova Popina, Polian, Popina, Sitova, Slatina, Yasterbna, |
|   |     | Tutrakan  | Silistra | 448,35         | 16.920          | Antimovo, Belica, Brenitsa, Car Samuil, Carev Dol, Dunavets, Nova Cherna, Požarevo, Preslavtsi, Shumentsi, Staro Selo, Syanovo, Tarnovtsi, Tutrakan, Varnentsi                                                                                              |